# 情绪性用词变化
修辞学中的情绪性用词变化（英語：Emotive conjugation），是一种不规则动词的变位，目的是粉饰人类的癖好，把自己同样的行为描述得比别人更好。1948年哲学家伯特兰·罗素首次在BBC广播节目The Brains Trust中提出了此概念，因此也称作罗素用词变化。罗素在节目中举了这些例子：
我立场坚定，你顽固不化，他是个头脑僵化的笨蛋。
我义愤填膺，你闷闷不乐，他庸人自扰。

我重新考虑，你改变想法，他自食其言。
尽管“立场坚定”、“顽固不化”、“头脑僵化”都是在描述“不改变想法”这件事，但是情绪上的联想却截然不同。尽管三个人客观上可能性格类似，但却因为情绪性用词变化给听者产生了有偏向性的影响。如果发言者不进行更多细节的补充，那么听众很容易便会因为情绪性用词变化而对三个类似的人产生了截然不同的既定印象。用词的区别可以像扣帽子一样，不断地改变人们对事情的认知。情绪性用词变化也可以作为逻辑謬論，来含糊一个辩论的焦点，促使听众支持某观点。
这种用词结构也被用于幽默中，英國廣播公司電視情景喜剧《是，首相》中的伯纳德·伍利这样说：
这就是不规则动词之一，对吗？

我独立思考，你思维反常，他脑子有病。
这是另一个不规则动词，对吗？
我召开了秘密新闻发布会，你泄密，他触犯了《官方保密法》2a条。